# Peste pneumonique
Pour les articles homonymes, voir Peste (homonymie).
 Mise en garde médicale
La peste pneumonique, appelée aussi peste pulmonaire, est une forme de peste plus rare que la peste bubonique, mais nettement plus mortelle et extrêmement contagieuse. Elle survient lorsque le bacille atteint les poumons et, sans traitement approprié, est mortelle en deux ou trois jours.

## Formes cliniques

### Peste pulmonaire primaire
La peste pulmonaire primaire se transmet par voie aérienne par un malade atteint de peste pulmonaire. La contagion se fait par contact avec des liquides organiques infectés, ou par l'inhalation de gouttelettes en suspension dans l'air émises par une personne infectée présentant des expectorations, c'est-à-dire qui tousse ou éternue en émettant des sécrétions infectées. Elle peut se propager par contact avec des vêtements ou de la literie contaminés par des liquides organiques infectés.
Dans ce cas, le temps d'incubation est plus bref que dans la peste bubonique et dure de quelques heures à deux ou quatre jours (extrêmes moins d'un à six jours).
Les premiers symptômes outre la fièvre, se concentrent sur la sphère respiratoire : toux, dyspnée (difficulté à respirer) avec éventuellement production d'expectorations hémoptoïques et purulentes (le malade tousse et crache du sang et du pus infecté). Puis on constate une pneumopathie invasive dyspnéisante avec œdème lésionnel responsable d'une détresse respiratoire aiguë entrainant la mort en 24 à 72 heures.

### Peste pulmonaire secondaire
Dans 12 % des cas de peste, la peste pulmonaire est une complication faisant suite à une peste bubonique ou une peste septicémique non ou mal soignée. Le bacille (Yersinia pestis) envahit les poumons par voie sanguine et infecte directement le parenchyme pulmonaire. Les patients sont atteints d'un syndrome pseudo-grippal, toux sèche, céphalées (maux de tête), fièvre, puis une pneumopathie sévère se développe : toux avec crachats hémoptoïques dits « sirop de framboise », douleurs thoraciques, fièvre élevée, puis coma.

## Épidémiologie

### Inde
En 1994, 693 cas de peste bubonique ou pneumonique ont été diagnostiqués par l'Inde. Des cas furent rapportés depuis cinq provinces, mais le Centres pour le contrôle et la prévention des maladies note que la fiabilité des tests cliniques et laboratoires qui ont confirmé les différents cas est inconnue. Durant cette épidémie, 56 morts ont été rapportés.

### Chine
La république populaire de Chine a éliminé la peste pneumonique de la plupart des parties du pays, mais rapporte toujours des cas occasionnels dans des régions éloignées de l'Ouest de la Chine où la maladie est portée par les rats et les marmottes qui vivent à travers le plateau de l'Himalaya. Les éruptions épidémiques peuvent survenir quand une personne mange une marmotte infectée ou entre en contact avec les puces portées par des rats. En 2006, un rapport de l’OMS d'une réunion internationale sur la peste a cité un expert de santé du gouvernement chinois affirmant que la plupart des cas de peste dans le Nord-Ouest de la Chine se produisent quand les chasseurs sont contaminés alors qu'ils écorchent des animaux infectés. L'expert a dit qu’en raison de l'éloignement de la région, la maladie a tué plus de la moitié des personnes infectées. Le rapport affirme aussi que depuis les années 1990, il y a eu une hausse des cas de peste chez les humains — de moins de 10 dans les années 1980 à près de 100 cas en 1996 et 254 en 2000. En septembre 2008, deux personnes sont mortes de la peste dans la partie est du Tibet
Une éruption épidémique de la maladie a débuté en Chine en août 2009 dans la ville de Ziketan localisée dans la Province du Qinghai. La ville a été confinée et jusqu’à présent, trois personnes sont mortes des suites de la maladie,. Selon le porte-parole de l'OMS à Pékin, Vivian Tan : « C'est bien sûr un sujet d'inquiétude, car c'est probablement la forme la plus mortelle de la peste. Mais cela se passe dans une zone reculée du pays et les autorités semblent prendre les mesures adéquates, par conséquent il est trop tôt pour juger de la gravité de la situation,. ».

### Madagascar

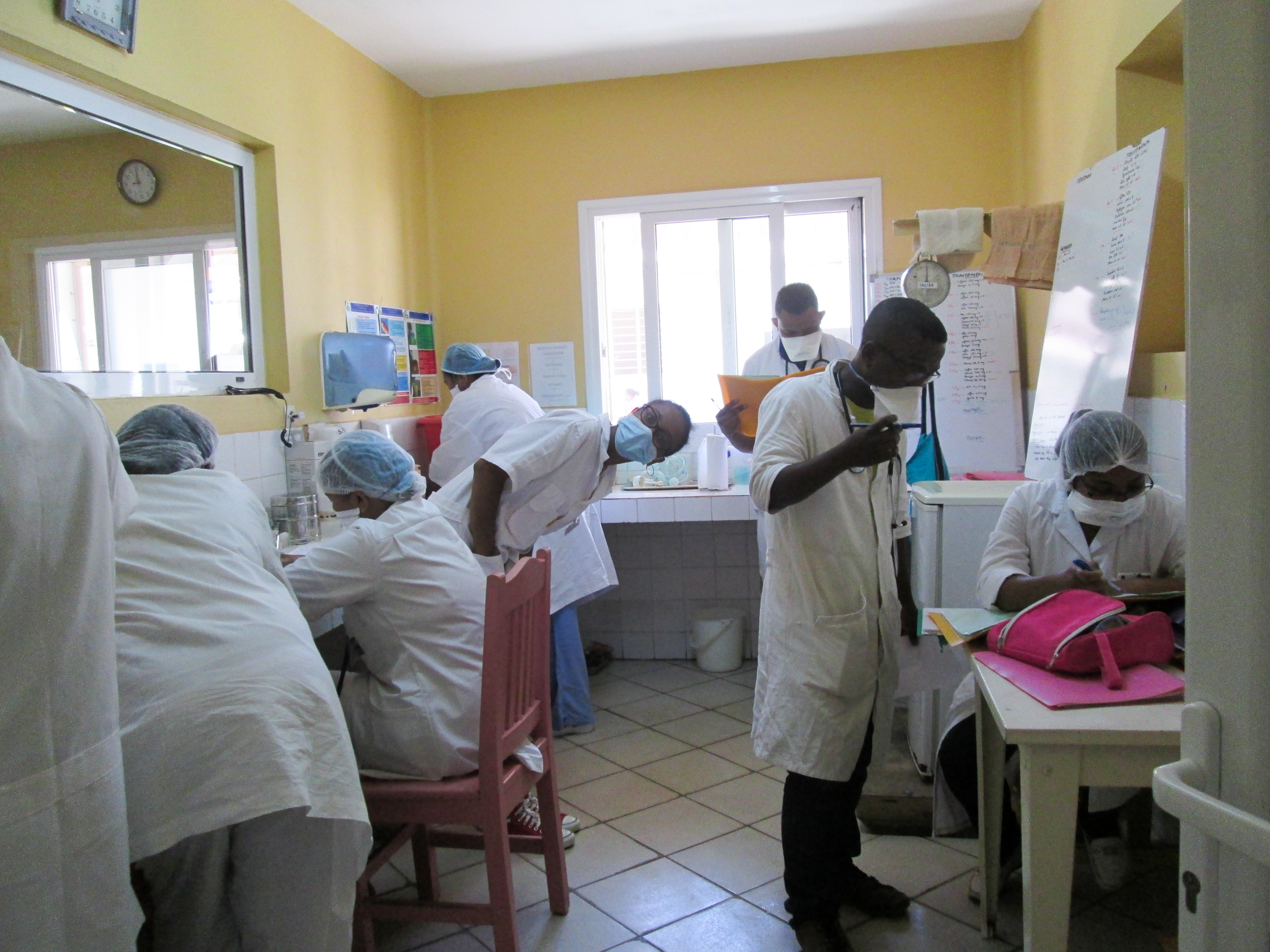
Équipe médicale mobilisée à Madagascar (24 octobre 2017).

Une épidémie de peste pneumonique urbaine débute fin août 2017 dans la région de Tananarive et de Toamasina avec plus de 4 morts. Au 5 octobre 2017, le bilan officiel fait état de 30 morts avec 194 cas suspects.
Le 27 novembre 2017, le gouvernement malgache annonce officiellement que l'épidémie de peste pulmonaire est contenue, mais que la peste reste endémique à Madagascar. Au total, d'août à novembre 2017, on compte 2 417 cas confirmés et suspects de peste (dont 1 854 de peste pulmonaire, soit 77 %) avec 209 décès. 

### États-Unis
À l'automne 1924, une épidémie de peste pneumonique (en) frappe la ville de Los Angeles et y provoque 30 décès. La rapidité et l'efficacité des mesures (hospitalisation des malades et de toutes les personnes qui ont été en contact avec elles, mise en quarantaine des quartiers concernés, programme d’éradication des rats à grande échelle) implémentées à l'époque ont permis d'endiguer rapidement la propagation de la maladie. 
En 2007, au parc national de Yosemite, un biologiste ayant effectué une nécropsie sans protection d'un puma a été atteint de peste pneumonique et en est décédé quelques jours plus tard.
Quatre cas de peste ont été confirmés en 2014 au Colorado, incluant trois patients avec des signes cliniques et radiographiques de pneumonie (il n'y eut aucun décès). Le CDC souligne que trois des cas ont été transmis au contact d'un chien infecté, alors que l'un des cas a possiblement été propagé à partir d'un des autres patients.
A l'été 2025, un homme meurt en Arizona de la peste pulmonaire. Selon les autorités sanitaires fédérales, environ sept cas de peste sont recensés chaque année aux États-Unis. Les cas apparaissent, pour la plupart, dans des États de l’ouest du territoire, comme au Nouveau-Mexique, au Colorado, en Californie, en Oregon ou encore dans le Nevada.